# خسرو پرویزی
خسرو پرویزی (زادهٔ ۱۳۱۱ آبادان، درگذشته ۱۳۹۱ در لس آنجلس) نویسنده، کارگردان و خبرنگار اهل ایران بود. او فعالیت هنری خود را در سال ۱۳۳۲ به عنوان خبرنگار و نویسنده مجله‌های جهان سینما و ستاره سینما آغار کرد. فعالیت حرفه‌ای او در سینما با نویسندگی، کارگردانی و تدوین فیلم بی‌ستاره‌ها در سال ۱۳۳۸ آغاز شد.با حضور گروه کمدین سه نفر(سپهرنیا.گرشا.متوسلانی)بر اساس طرحی از متوسلانی.

## زندگی
پرویزی در سال ۱۳۱۱ در آبادان به دنیا آمد. او پیش از دوره ملی شدن صنعت نفت به تماشای فیلم‌های آمریکایی و انگلیسی که در سینماهای شرکت نفت خوزستان به نمایش گذاشته می‌شد می‌نشست. پس از آن فعالیت سینمایی خود را با نوشتن مطالب سینمایی و ارسال آنها به مجله جهان سینما آغاز کرد. پس از مدتی به تهران رفت و در مجله ستاره سینما در کنار منتقدانی همچون هژیر داریوش، بهرام ری‌پور، پرویز دوایی و پرویز نوری به نوشتن مطالب سینمایی پرداخت. در همان زمان صفحه «دور و بر استودیوهای فیلمسازی ایران» در این مجله به نوشته‌های او اختصاص داده شد. پرویزی در این صفحه برای اولین بار به انعکاس خبرهایی از فعالیت و تولیدات استودیوهای فیلمسازی تهران پرداخت. موفقیت این صفحه نزد خوانندگان باعث دوام انتشار این گزارش‌ها به مدت دو سال شد. در این مدت پرویزی با شرایط فیلمسازی و تهیه‌کنندگان فیلم آن دوره آشنا شد. این آشنایی مقدمه‌ای شد برای ورود خسرو پرویزی به عرصه کارگردانی.

## فعالیت هنری
پرویزی با فیلم بی‌ستاره‌ها در سال ۱۳۳۸ به فعالیت حرفه‌ای خود در سینما روی آورد. او تا سال ۱۳۵۵ مجموعاً بیست و هفت فیلم ساخت که به گفته خودش، ساخت پانزده فیلم تجاری و عامه‌پسند در آن میان به او تحمیل شده بود.

پرویزی علاوه بر فیلمهای سینمایی به ساخت فیلمهای مستند نیز می‌پرداخت، از میان آنها می‌توان به مستند تهران ۵۱ اشاره کرد که ویژگی‌های اجتماعی و اقتصادی تهران را در سال ۱۳۵۱ ثبت کرده‌است. فیلم‌برداری تهران ۵۱ دوازده روز به درازا انجامید و به ارائه تصویری از بی‌نظمی تهران می‌پرداخت. از دیگر مستندهای پرویزی می‌توان از مستند بر باد نام برد که به اتلاف انرژی و منابع حیاتی در تهران مصرف‌زده اشاره می‌کند.
پرویزی در سال ۱۳۵۵ به همراه خانواده‌اش به آمریکا مهاجرت کرد. ابتدا با اولین نشریه فارسی‌زبان در لس آنجلس با نام ایران پست به همکاری پرداخت و سپس کلاس‌هایی جهت آموزش کارگردانی و فیلم‌برداری دایر نمود. او در سال ۱۳۹۱ در سن هشتاد سالگی بر اثر سکته قلبی در بیمارستانی در لس آنجلس درگذشت.

## فیلم‌شناسی

سندیکای هنرمندان سینمای ایران، به ترتیب از راست به چپ: جلال مقدم، نصرت کریمی، ویلیام وایلر، هوشنگ بهشتی، جمشید مشایخی، خسرو پرویزی، تهران ۱۳۵۰

فیلم‌های وی به شرح زیر هستند:
| نام فیلم             | سال  | کارگردان | نویسنده          | تدوین‌کننده | سایر سمت‌ها              |
| -------------------- | ---- | -------- | ---------------- | ---------- | ----------------------- |
| بی‌ستاره‌ها            | ۱۳۳۸ | آری      | آری              | -          | -                       |
| آرامش قبل از طوفان   | ۱۳۳۹ | آری      | آری              | آری        | انتخاب موزیک / امور فنی |
| آتش و خاکستر         | ۱۳۳۹ | آری      | آری              | آری        | -                       |
| دختری فریاد می‌کشد    | ۱۳۴۰ | آری      | آری              | آری        | -                       |
| زمین تلخ             | ۱۳۴۱ | آری      | -                | آری        | انتخاب موزیک            |
| آخرین گذرگاه         | ۱۳۴۱ | آری      | -                | آری        | انتخاب موزیک            |
| ولگرد قهرمان         | ۱۳۴۴ | آری      | آری              | -          | تهیه‌کننده               |
| ببر کوهستان          | ۱۳۴۴ | آری      | آری              | آری        | -                       |
| آقا دزده             | ۱۳۴۵ | آری      | آری              | آری        | تهیه‌کننده / عکاس        |
| کشتی نوح             | ۱۳۴۷ | آری      | آری              | آری        | تهیه‌کننده               |
| سکه دو رو            | ۱۳۴۷ | آری      | آری              | -          | تهیه‌کننده               |
| دنیای پوشالی         | ۱۳۴۷ | آری      | آری              | -          | -                       |
| معجزه قلبها          | ۱۳۴۸ | آری      | -                | -          | -                       |
| دور دنیا با جیب خالی | ۱۳۴۹ | آری      | -                | -          | -                       |
| لوطی                 | ۱۳۵۰ | آری      | آری              | -          | -                       |
| دنیا مال منه         | ۱۳۵۰ | آری      | آری              | -          | -                       |
| پل                   | ۱۳۵۰ | آری      | -                | -          | -                       |
| مردی در طوفان        | ۱۳۵۱ | آری      | مشاور فیلمنامه   | آری        | -                       |
| مرد اجاره‌ای          | ۱۳۵۱ | آری      | طرح اولیه داستان | آری        | -                       |
| دشمن                 | ۱۳۵۲ | آری      | -                | آری        | -                       |
| اکبر دیلماج          | ۱۳۵۲ | آری      | طرح اولیه داستان | آری        | -                       |
| دکتر و رقاصه         | ۱۳۵۳ | آری      | -                | آری        | -                       |
| خوشگلا عوضی گرفتین   | ۱۳۵۳ | آری      | -                | آری        | -                       |
| همت                  | ۱۳۵۴ | آری      | طرح اولیه داستان | آری        | -                       |
| چشمان بسته           | ۱۳۵۴ | آری      | -                | آری        | -                       |
| چلچراغ               | ۱۳۵۵ | آری      | آری              | آری        | -                       |
| پسرک                 | ۱۳۵۵ | آری      | -                | آری        | -                       |